# Léonien de Vienne
Pour les articles homonymes, voir Léonien.
Léonien de Vienne est un saint catholique et orthodoxe romain qui fut ermite et abbé à Vienne (vallée du Rhône). Il est né en Pannonie (actuelle Hongrie) au Ve siècle et il a vécu en Gaule pendant plus de quarante ans, à Autun puis à Vienne, où il est mort et inhumé au VIe siècle. Il est fêté le 13 novembre.

## Biographie
Né à Sabaria au VIe siècle, aujourd'hui Szombathely (Steinamanger en allemand) en Pannonie, actuelle Hongrie, patrie également selon Sulpice Sévère de saint Martin de Tours. Léonien est fait prisonnier des Burgondes qui le ramènent à Autun, vers 487. Libéré, il s'enferme dans une cellule et accepte de parler avec les gens, sans toutefois que ceux-ci puissent le voir. Il part à Vienne (Isère), pour une raison inconnue, il procède de la même manière et attire un grand nombre de personnes qui le rejoignent et s'installent aux alentours de sa cellule. Il était de coutume que l'évêque choisît un saint homme qui se vouât à la réclusion à l'intérieur de la ville pour servir d'intermédiaire entre le Ciel et la ville.
C'est ainsi qu'il gouverna quelques dizaines de moines, avec lesquels il fonda l'abbaye Saint-Pierre de Vienne, avec le soutien du riche duc Ansemond. Puis quelque temps plus tard, toujours avec le soutien financier du duc, l'abbaye de femmes de Saint-André-le-Haut, à l'intérieur de la cité, qui comprenait une soixantaine de moniales.
Il meurt à Vienne et est inhumé dans un sarcophage de marbre blanc, dans ce qui était autrefois l'église des Apôtres et qui est devenu l'abbaye Saint-Pierre. Ce sarcophage est orné de rinceaux de vignes, sortant d'un vase, comportant deux anses et décoré de deux paons, symboles de la résurrection. L'inscription du couvercle, mettant en exergue ses mérites est du Xe siècle.

## Fondations
- Abbaye Saint-Pierre de Vienne, avec le duc Ansemond (moines) ;
- Abbaye Saint-André-le-Haut, avec le duc Ansemond, (moniales). Intra-muros.

### Source
- Les pères Longueval (S.J.), Fontenay, Brumoy et Berthier, Histoire de l'Église Gallicane, Tome 2, 4e édition, 1825 (lire en ligne).